# 1252
1252 (MCCLII) var ett skottår som började en måndag i den julianska kalendern.

## Händelser

### Juni
- 29 juni – När den danske kungen Abel stupar under ett fälttåg mot friserna blir hans yngre bror Kristofer I kung av Danmark.

### Juli
- Juli – Birger jarl utfärdar ett skyddsbrev för Fogdö kloster. Brevet är utfärdat i Stockholm, och detta är första gången Stockholm nämns i skrift.[1]

### Augusti
- 19 augusti – Birger jarl och ärkebiskop Jarler fäster sina sigill under ett brev, återigen utfärdat i Stockholm. Dessa båda brev gör att detta år brukar räknas som Stockholms födelseår och traditionellt har även Birger jarl därmed räknats som dess grundare.

### Okänt datum
- Domkyrkan i Gamla Uppsala härjas av brand.

## Födda
- 25 mars – Konradin, kung av Jerusalem.
- Adolf V av Holstein, greve av Holstein.
- Eleanor de Montfort, sista prinsessan av Wales.

## Avlidna
- 23 januari – Isabella av Armenien, regerande drottning av Armenien.
- 6 mars – Rosa av Viterbo, italienskt helgon.
- 29 juni – Abel, kung av Danmark sedan 1250.
- 26 november – Blanche av Kastilien, "drottning av England" 1216–1217 och av Frankrike 1223–1226 (gift med Ludvig VIII)
- 15 eller 16 december – Uffe Thrugotsen, dansk ärkebiskop sedan 1228.
- Katarina Sunesdotter, drottning av Sverige 1243/1244–1250, gift med Erik den läspe och halte.

### Fotnoter
1. ↑  ”Medeltidsmuseet”. Arkiverad från originalet den 10 december 2010. https://web.archive.org/web/20101210182533/http://www.stockholmgamlastan.se/lang_sv/se_gora/medeltidsmuseet.php. Läst 25 mars 2011.